# Tacones lejanos
Tacones lejanos é um filme franco-espanhol de 1991, gênero comédia dramática, escrito e dirigido por Pedro Almodóvar.

## Elenco
- Victoria Abril
- Marisa Paredes
- Miguel Bosé